# Борис Премужич
Борис Премужич (на словенски: Boris Premužič) е словенски колоездач.

## Биография
Роден е на 26 декември 1968 година в Любляна, Социалистическа република Словения. През 1993 година спечелва първото издание на Обиколката на Словения, през 1995 година е сребърен медалист, а през 2000 година завършва на 3-то място в същото състезание. През 1996 година заема 2-ро място в Обиколката на Словакия. Има 4 медала от републиканските първенства на Словения. На шосе е шампион през 2002 година и сребърен медалист през 2004 година. В дисциплината „индивидуално бягане по часовник“ е носител на бронзов медал през 2001 и 2004 година. По време на кариерата си се състезава за отборите на „КРКА Телеком“ и „Сава“.